# Уганда (лек крайцер, 1941)
Уганда (на английски: HMS Uganda (66), от на английски: Uganda – Уганда) е лек крайцер на Британския Кралски флот, от времето на Втората световна война. Един от крайцерите тип „Цейлон“ (Colony или Crown Colony втора серия). Поръчан по програмата от 1939 г., на 1 март и заложен в корабостроителницата Vickers-Armstrongs в Нюкасъл на 20 август 1939 г. Крайцерът е спуснат на вода на 7 август 1941 г., като е първият кораб, който носи това име в британския флот. Влиза в строй на 3 януари 1943 г.

## История на службата

### Втора световна война
След влизането в строй, през януари 1943 г., влиза в състава на 10-та ескадра крайцери на Флота на метрополията. На 27 януари с края на изпитанията, крайцерът се насочва за Скапа Флоу на Оркнейските острови. На 29 февруари крайцерът е разгърнат при северозападните подходи за патрулиране и защита на корабоплаването. През март той продължава да изпълнява дадените функции, но вече базиран във Фрийтаун. През април крайцерът действа в Южния Атлантик, попътно прихващайки вражеските блокадопробивачи. На 5 май „Уганда“ съвместно с крайцера HMS Charybdis съпровождат в Канада лайнера Queen Mary, превозващ за срещата във Вашингтон с президента Рузвелт премиер-министъра Уинстън Чърчил и висши щабни офицери. При този преход плава със скорост 30 възела, а HMS Charybdis е принуден да се върне обратно поради лошото време.
През юни крайцерът действа при югозападните подходи, след което е преведен в 15-та ескадра крайцери на Средиземноморския флот. При превода крайцерът е планиран да съпровожда войсковите конвои WS31/KMF17. На 21 юни крайцерът отплава от Клайд. Освен него конвоя KMF17 до Гибралтар се съпровожда от разрушители. На 26 юни, когато конвоя се разделя, крайцерът остава с KMF17 и се насочва за Алжир.

#### Действия в Средиземно море
На 3 юли в Алжир той взема на борда си главнокомандващия, адмирал Кънингам, и се насочва с него за Малта, където пристига на следващия ден. Там крайцерът влиза в състава на Източното съединение за поддръжка, където освен него влизат крайцерите HMS Carlisle, HMS Colombo и HMS Delhi, мониторите HMS Erebus и HMS Roberts. На 9 юли крайцерът влиза заедно с крайцерите HMS Orion, HMS Mauritius и HMS Newfoundland в състава на силите за прикритие на конвоите, превозващи десантните сили в предстоящата операция в Сицилия. На 10 юли крайцерът пристига в централния район на десанта, плажа ACID, и поддържа десанта на 1-ва въздушно-десантна дивизия югозападно от Сиракуза. Спасява 36 оцелели от болничния кораб HMS Talamba, подложен на въздушна атака. На 11 юли крайцерът обстрелва Аугуста под прикритието на разрушителите HMS Eskimo и HMS Nubian. На 12 юли съвместно с HMS Mauritius и разрушителите HMS Nubian и HMS Tartar е изпратен за централното Средиземноморие за подсигуряване на корабоплаването.

#### Повреди от управляема бомба
От 9 септември крайцерът прикрива десанта на 10-и британски корпус в Салерно (Operation Avalanche). Крайцерът получава леки повреди от стълкновението си с крайцера HMS Delhi по време на отразяване на въздушна атака. На 11 септември крайцерът оказва огнева поддръжка съвместно с монитора HMS Roberts, крайцерите HMS Mauritius, HMS Orion, HMS Aurora, американските крайцери USS Philadelphia (CL-41) и USS Boise (CL-47) отразявайки немските контраатаки. Едновременно корабите са подложени на въздушни атаки. На 13 септември 1943 г. е атакуван по въздуха от бомбардировач Do-217 и получава попадение на управляема авиационна бомба FX-1400. Бомбата пробива корпуса на крайцера изцяло и се взривява под дъното. В резултат корабът губи ход и поема 1300 тона вода. Крайцерът е отбуксиран в Малта от американския буксир USS Narragansett.
След временен ремонт, проведен в течение на октомври, крайцера е изпратен за ремонт в САЩ, пристигайки на 3 декември в корабостроителницата на ВМС в Чарлстън, където се ремонтира до октомври 1944 г.

#### В състава на Канадския флот
На 21 октомври 1944 г. крайцерът е предаден на ВМС на Канада с първоначалното си име. На 30 октомври крайцерът се насочва за Великобритания, за провеждане на окончателните работи, които е невъзможно да се завършат в САЩ. Крайцерът е определен за служба в състава на Британския Тихоокеански флот. С пристигането, през ноември 1944 г., в метрополията, крайцерът влиза за ремонт в Тайн. В хода на ремонта са модернизирани радарните установки. Радарите за управление на огъня на оръдията на главния калибър Type 274 са сменени с Type 284. Радарите за надводно и височинно наблюдение Type 277 и Type 293 са заменени с радара Type 272. Също е поставена апаратура за разпознаване „свой-чужд“. На 30 декември, след края на ремонта, крайцерът се насочва към Средиземно море за продължаване на службата.
През януари, в Александрия, крайцерът отново влиза за ремонт след взрив на борда по време на техническо обслужване на торпедата. На 14 февруари крайцерът се насочва за Австралия за съединение с Тихоокеанския флот. На 2 март крайцерът се присъединява към самолетоносача HMS Formidable, австралийския разрушител HMAS Napier и разрушителя HMS Urchin в търсене на оцелели моряци от търговски кораб, торпилиран 800 мили западно от Фримантъл. На 9 март крайцерът най-накрая пристига в Сидни присъединявайки се към Тихоокеанския флот, след което участва в учения със самолетоносача HMS Formidable до началото на операциите с 5-ти флот на САЩ в югозападната част на Тихия океан.

#### В състава на Тихоокеанския флот
На 24 март крайцерът, със самолетоносача HMS Formidable и разрушителите HMS Ursa и HMS Urchin, се насочват за остров Манус. На 8 април корабите се съединяват с корабите на TF 57, участвайки в прикритието на въздушните атаки на съюзните самолетоносачи над островите Сакишима (Operation Iceberg I). На 11 април „Уганда“ прикрива удара на самолетоносача HMS Indefatigable по Северна Формоза, съвместно с крайцера HMS Gambia и разрушителите HMS Ursa, HMS Urchin и HMS Whirlwind (Operation Iceberg oolong). Въздушните атаки на японците са отбити съвместно от въздушното прикритие и огъня на зенитната артилерия. На 23 април корабите се връщат за почивка и възстановяване на базата на ВМФ на САЩ на остров Лейт.
На 2 май „Уганда“, съвместно с крайцерите HMS Gambia, HMS Euryalus и HMS Black Prince, излиза за прикритие на повторните въздушни атаки на самолетоносачите HMS Indomitable, HMS Victorious, HMS Formidable и HMS Indefatigable по островите Сакишима (Operation Iceberg II). Крайцерът съвместно с американските кораби от състава на TF 58 обстрелва Nobara и Suknama. Корабите са подложени на атаките на камикадзе. На 3 май по време на зареждане е замърсена горивоподаващата тръба, в резултат е необходима помощ от водолази. На 4 май крайцерът, съвместно с корабите на съединение TF 57, обстрелва аеродрума на Мияко, след което е отделен за унищожаване на пистите на Sukhamo. На 5 май крайцерът е отделен от съединението в качеството на кораб за радиолокационно наблюдение за приближаващи се самолети камикадзе. На 9 май корабите на британския Тихоокеански флот са подложени на атаки на камикадзе, в хода на които са повредени самолетоносачите HMS Victorious и HMS Formidable. На 12 май крайцерът отново е изпратен на радиолокационен дозор съвместно с разрушителя HMS Wessex. На 13 май крайцерът се връща при съединение TF 57. На 25 май съединението отплава за Сидни за отдих и реорганизация.
На 12 юни „Уганда“ е предаден в състава на групата Task Group 111.2., състояща се от самолетоносача HMS Implacable, ескортния самолетоносач HMS Ruler, крайцерите HMS Swiftsure, HMS Newfoundland и новозеландския HMS Achilles. На 13 юни крайцерът прикрива самолетоносача HMS Implacable по време на атаките на неговата авиогрупа над островите от архипелага Трук. В нощта на 14 по 15 юни всички крайцери на групата обстрелват базата на хидроавиация на остров Dublon (Operation Inmate). Обстрелът на „Уганда“ е малоуспешен поради неопитността на екипажа, така и поради технически проблеми. На 17 юни корабите на групата се връщат в базата на флота на Манус.
На 6 юли във връзка с предаването на оперативни съединения от 5-ти флот на 3-ти, британското съединение също сменя обозначението си на TF 37, където влиза и „Уганда“.
На 16 юли крайцерът в състава на TF 37: линкора HMS King George V, самолетоносачите HMS Formidable, HMS Victorious, HMS Implacable, крайцерите HMS Newfoundland, HMS Achilles, HMS Euryalus, HMS Gambia, HMS Black Prince и разрушители се насочва за бреговете на Япония за нанасяне на удари по цели в района Токио – Йокохама (Operation Olympic). На 20 юли корабите се зареждат от американски танкери. На 27 юли „Уганда“ съвместно с крайцера HMS Argonaut напуска състава на Съединение TF 37. Това е направено защото, съгласно канадското законодателство службата на Тихоокеанския театър не може да се носи от членовете на екипажите принудително, а само от доброволци. На 4 август крайцерът от Пърл Харбър отплава за ремонт в Esquimalt, където пристига на 10 август 1945 г.

### Следвоенна служба
След войната кораба се използва като учебен и осъществява учебни плавания в Атлантическия океан. Крайцерът става първият военен кораб на канадския флот, преминал нос Хорн. На 14 януари 1952 г. той е преименуван на „Квебек“ (на английски: Quebec). На 13 юли 1956 г. крайцерът е изключен от състава на флота. После е продаден за скрап на японска компания и на 6 февруари 1961 г. „Квебек“ завършва своето последно плаване в Осака, където пристига за разкомплектоване.

## Коментари
1. ↑  Всички данни се привеждат към момента на влизане в строй.